# Trichocera brumalis
Trichocera brumalis is een muggensoort uit de familie van de wintermuggen (Trichoceridae). De wetenschappelijke naam van de soort is voor het eerst geldig gepubliceerd in 1847 door Fitch.